# Museo Salesiano Maggiorino Borgatello
El Museo Salesiano Maggiorino Borgatello es un museo regional privado de Punta Arenas, fundado en 1893, lo que lo convierte en uno de los museos más antiguos de Chile. Su colección está enfocada en las áreas de historia, etnografía, flora y fauna, paleontología e industria de la región de Magallanes.

## Ubicación
El museo está ubicado en la Avenida Bulnes 336 en el centro de Punta Arenas. Consta de un edificio de dos plantas contiguo al Santuario María Auxiliadora de Punta Arenas y una ampliación de tres plantas adyacente al Instituto Don Bosco. En una zona verde frente al museo se encuentra un monumento a Manuel Bulnes Prieto, quien fuera presidente de Chile entre 1841 y 1851.

## Historia

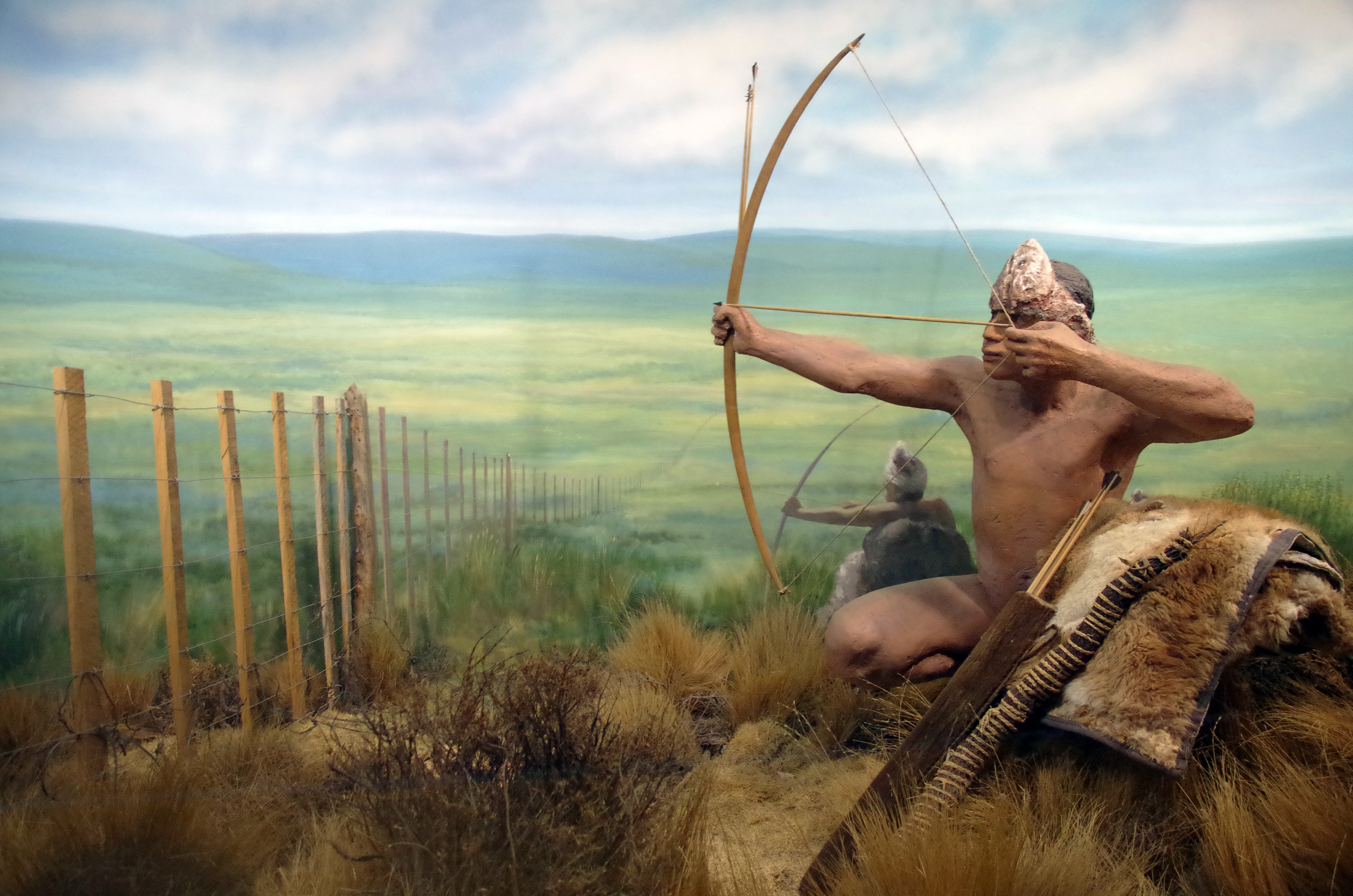
Diorama representando al pueblo los Selk'nam.

A mediados de la década de 1880, los criadores de ovejas que se habían apropiado de gran parte del norte de Tierra del Fuego como tierras de pastoreo cometieron genocidio contra los indígenas Selk'nam que vivían allí. Para poner fin a las matanzas, los padres Salesianos de Don Bosco ofrecieron a los grandes terratenientes deportar a los indígenas a sus estancias misioneras en Isla Dawson y cerca de Río Grande en Tierra del Fuego. Al realizar esto y sin querer, aceleraron la extinción de la cultura Selk'nam. Las enfermedades infecciosas traídas por los europeos, como la viruela y la tuberculosis, convirtieron las misiones en trampas mortales para los autóctonos. 
Por un lado, los salesianos privaron a los indígenas de su identidad cultural, pero, por otro, también fueron los europeos quienes se acercaron a ellos con mayor benevolencia y conocieron su cultura. 
La colección etnográfica de los misioneros, junto con la colección de historia natural del curador Ángel Benove, formaron la base de la colección del Museo Salesiano, cuando se inauguró el día 18 de septiembre de 1893 en el antiguo edificio del Colegio San José.
El primer director fue el Padre Maggiorino Borgatello, es por ello que hoy el museo lleva ese nombre.
Después de varias ampliaciones, el museo se trasladó en 1929 a un edificio contiguo a la iglesia de María Auxiliadora, diseñado por el Padre Juan Bernabé.
En 1980 las colecciones fueron reorganizadas por científicos del Instituto de la Patagonia de la Universidad de Magallanes.
Desde la construcción de un nuevo edificio conectado al edificio anterior, el museo tiene una superficie de 1.700 m². 
Hasta el estallido de la pandemia de COVID-19 en 2020, recibía hasta 40.000 visitantes al año. 
El museo considera que su misión hoy es contribuir a la preservación del patrimonio cultural de la región de Magallanes. Sus colecciones se centran en pueblos indígenas, fauna, flora, historia, paleontología y arqueología. 

## Descripción

### Las colecciones

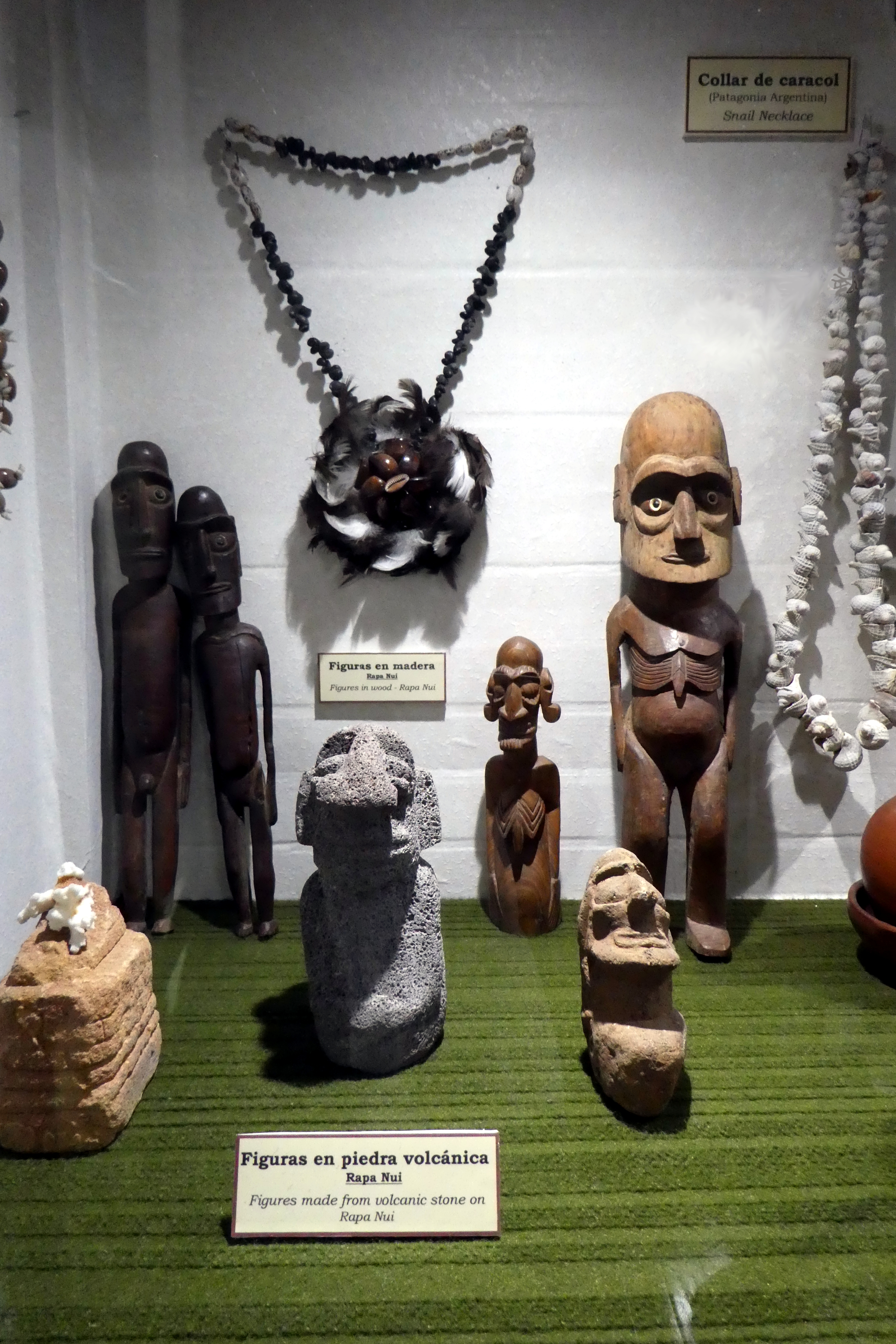
Figuras de piedra y madera de Isla de Pascua.

Las colecciones del museo reflejan todo el patrimonio cultural de la región de Magallanes. De especial valor son las colecciones etnográficas. El museo tiene una variedad de artefactos de los pueblos indígenas que vivían en la región antes de la llegada de los españoles. Además de vestimenta, hay también armas de caza y militares, objetos religiosos y joyas. También hay numerosas fotografías de los indígenas tanto en su hábitat natural como en las estancias misioneras salesianas. El museo conserva el único material cinematográfico de los nativos.
Las colecciones de animales y plantas se encuentran entre las más antiguas del museo y son tan ricas, especialmente en el campo de la botánica, que sólo una pequeña parte puede exponerse.
La colección zoológica también contiene ejemplares de aves y mamíferos extintos como el zarapito esquimal y el chacal de Tierra del Fuego, una forma domesticada del chacal andino.
El Museo Salesiano es el único museo en Chile que posee restos de piel momificada y coprolitos del perezoso gigante Mylodon, que provienen de la cueva del Milodón cerca de Puerto Natales. Se pueden encontrar además fósiles en la extensa colección mineralógica del museo.
Tanto los documentos como objetos litúrgicos y didácticos relatan la actividad misionera de los Salesianos. El museo también cuenta con algunos restos de la primera capilla de Punta Arenas como columnas, puertas, llaves, cruces y pinturas.
Existen además colecciones sobre la historia de la colonización, la aviación y la historia industrial de la región, así como sobre el campo de la numismática.

### La exposición permanente

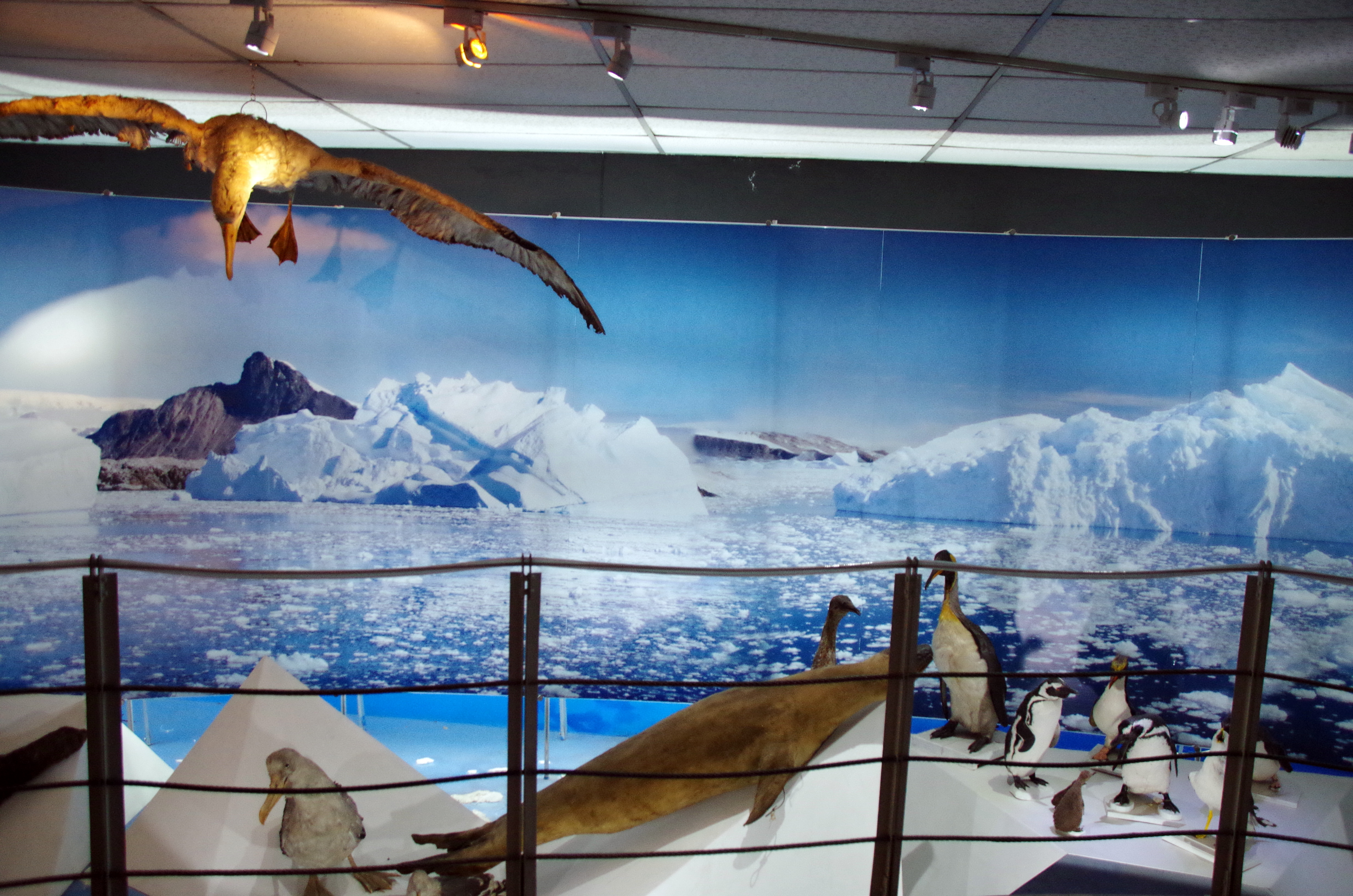
Representación de la fauna de la Antártida.

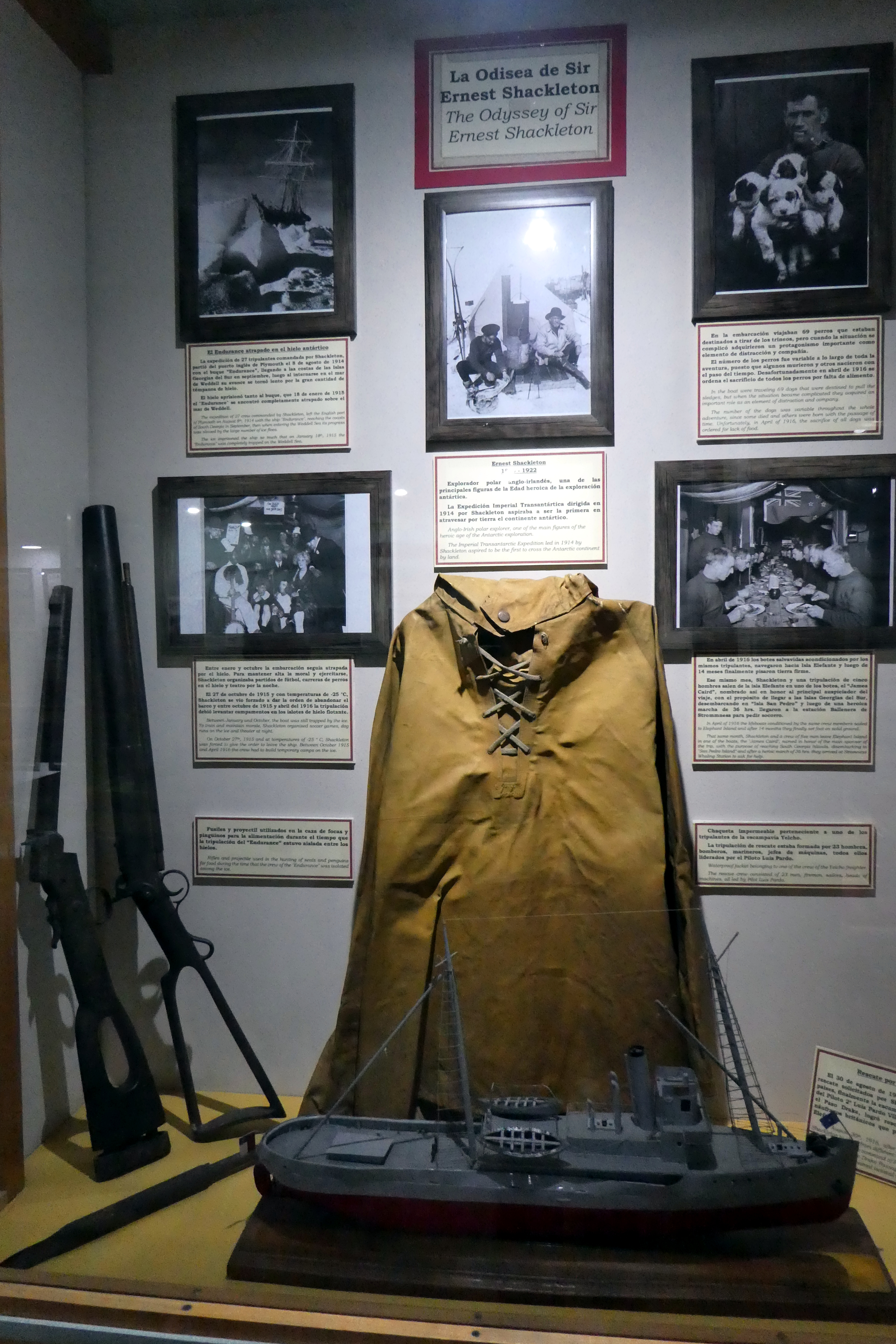
Exposiciones de la Expedición Endurance

#### Nivel 1
Al entrar al edificio, a la derecha se encuentran la recepción, las oficinas, la tienda del museo y los servicios. Por la izquierda se llega a la exposición permanente.
El área de la planta baja está dedicada principalmente a la fauna de la Patagonia austral. En varias salas se exponen dermoplásticos de mamíferos locales. Se puede observar el puma, el venado andino austral, el guanaco y numerosos mamíferos menores, peces y cefalópodos de la región. También existen herbarios de algas regionales. En otra sala se pueden encontrar ejemplares de aves patagónicas y antárticas, entre ellas el cóndor, el ñandú y diversos pingüinos .
Una amplia sala muestra exhibiciones que fueron donadas al museo desde otras regiones de Chile o del exterior. Estos incluyen una momia inca de Perú, artefactos mapuche y figuras de piedra de la Isla de Pascua. También hay una réplica de la Cueva de las Manos con sus pinturas rupestres .
La temática de las vitrinas del corredor central es la vida de destacados salesianos de la Patagonia, hitos de la historia regional y expediciones científicas. Al fondo hay un modelo de la cruz en Cabo Froward, el punto más meridional del continente sudamericano. 

#### Nivel 2
El tema principal del segundo nivel es la etnografía de la Patagonia. Los pueblos indígenas selk'nam, los aonikenk (etnia de los tehuelche), los kawesqar y los yámana se presentan a través de artefactos como por ejemplo canoas, armas de caza, utensilios varios y en dioramas. Otro de éstas maquetas muestran una escena en una estación misionera. 
Un área mayor está dedicada a la obra del padre Alberto María De Agostini, quien hizo un importante aporte al estudio de la región. A partir de 1913 con su cámara escaló las principales montañas de la Patagonia y Tierra del Fuego.  A los 72 años lideró una expedición que logró la primera ascensión al Monte Sarmiento, el pico más alto de Tierra del Fuego con 2.246 metros, en 1956.
Ee¡n el segundo nivel, existe también hay una sala de conferencias.

#### Nivel 3
En el tercer nivel se llega primero a un área dedicada a la vida cotidiana y las ideas religiosas originales de los pueblos indígenas. El visitante conoce sus viviendas, su vestimenta y su alimentación. También se exponen una canoa y juguetes para niños. 
La parte trasera de la sala de exposición está dedicada a la naturaleza, la historia del descubrimiento y la investigación científica de la Antártida. En el frente se exhiben ejemplares de la flora y fauna del polo sur. Otras exhibiciones se relacionan con la caza comercial de ballenas, que ha desempeñado un papel destacado en la historia de la Antártida.
Una vitrina contiene fotografías y equipos relacionados con la Expedición Endurance de Ernest Shackleton (1914-1917) y el rescate de sus participantes por el vapor chileno Yelcho, comandado por el capitán Luis Pardo .
Además, se presenta la historia de la Iglesia Católica Romana en Chile y especialmente en la región de Magallanes desde 1520, cuando se celebró la primera misa en lo que hoy es suelo chileno, hasta la actualidad. Uno de los focos es la visita del Papa Juan Pablo II a la Patagonia en 1987. 

#### Nivel 4
La exposición del cuarto nivel se centra en la industria energética de la región. Se muestra la historia de la extracción y uso de combustibles fósiles, desde la extracción de lignito en la isla de Riesco hasta la extracción de petróleo crudo y gas natural en Tierra del Fuego. La exhibición central en este nivel, es el modelo de la planta industrial Methanex cerca de Punta Arenas, que sintetiza metanol a partir de gas natural.
Otro tema es la aviación en la región de Magallanes. La atención se centra en el aviador Franco Bianco (1909-1964), quien fuera el primero en sobrevolar el Cono Sur con un avión Miles Hawk Trainer. 
Una variada colección geológica de rocas, minerales, carbones y fósiles completan el recorrido del cuarto nivel.